# 라플라타
라플라타(스페인어: La Plata, 문화어: 라쁠라따)는 아르헨티나 동부에 위치한 도시로 부에노스아이레스주의 주도이다. 정치·교육 도시이자 상공업 중심지로, 제육·석유정제 등의 공업이 왕성하다. 라플라타강을 바라보는 엔세나다 항이 있어, 팜파스 지대의 곡물·식육·양모를 출하한다. 대학 부속 자연과학 박물관의 원시동물 표본은 세계적으로 유명하다. 참고로, 라플라타는 영어로 'The Silver'를 의미한다.

## 역사
부에노스아이레스 주의 행정 기관과 대학을 설치하기 위해서 계획된 도시이다. 주 정부 청사는 국제 공모를 통해, 지사의 관사는 이탈리아인, 시청은 독일인에 의해서 설계되었다. 또, 라플라타 대학이 1897년에 설립되었다. 거리는 1952년에 에바 페론에 의해 개명되었지만, 1955년에 이전의 이름으로 다시 바꾸었다.

## 지리
부에노스아이레스 북동쪽에 자리를 잡고 있다. 북동쪽으로는 엔세나다와 베리소와 경계를 이루며, 북서쪽으로는 베라자테구이, 플로렌시오 바레라와 경계를, 그리고 남서쪽과 남쪽으로는 산 빈센테와 코로넬 브란드센 그리고 남동쪽으로는 막달레나와 경계를 이룬다. 차지하는 면적은 893km이다.

## 기후
연평균 78%의 습도에 따듯하고 습한 여름과 온화한 겨울 날씨를 가지고 있다. 평균 기온은 16.7 °C, 연평균 강수량은 1023mm에 이른다.
| 라플라타의 기후                                                          | 라플라타의 기후 | 라플라타의 기후 | 라플라타의 기후 | 라플라타의 기후 | 라플라타의 기후 | 라플라타의 기후 | 라플라타의 기후 | 라플라타의 기후 | 라플라타의 기후 | 라플라타의 기후 | 라플라타의 기후 | 라플라타의 기후 | 라플라타의 기후 |
| 월                                                                       | 1월             | 2월             | 3월             | 4월             | 5월             | 6월             | 7월             | 8월             | 9월             | 10월            | 11월            | 12월            | 연간            |
| ------------------------------------------------------------------------ | --------------- | --------------- | --------------- | --------------- | --------------- | --------------- | --------------- | --------------- | --------------- | --------------- | --------------- | --------------- | --------------- |
| 역대 최고 기온 °C (°F)                                                   | 41.0 (105.8)    | 38.1 (100.6)    | 38.6 (101.5)    | 33.6 (92.5)     | 28.2 (82.8)     | 25.5 (77.9)     | 28.4 (83.1)     | 30.1 (86.2)     | 31.0 (87.8)     | 33.5 (92.3)     | 35.8 (96.4)     | 39.9 (103.8)    | 41.0 (105.8)    |
| 일평균 최고 기온 °C (°F)                                                 | 28.9 (84.0)     | 27.8 (82.0)     | 25.8 (78.4)     | 22.1 (71.8)     | 18.2 (64.8)     | 15.1 (59.2)     | 14.2 (57.6)     | 16.4 (61.5)     | 18.1 (64.6)     | 21.0 (69.8)     | 24.4 (75.9)     | 27.5 (81.5)     | 21.6 (70.9)     |
| 일일 평균 기온 °C (°F)                                                   | 23.1 (73.6)     | 22.2 (72.0)     | 20.2 (68.4)     | 16.4 (61.5)     | 13.0 (55.4)     | 10.1 (50.2)     | 9.2 (48.6)      | 11.0 (51.8)     | 12.8 (55.0)     | 15.9 (60.6)     | 18.8 (65.8)     | 21.6 (70.9)     | 16.2 (61.2)     |
| 일평균 최저 기온 °C (°F)                                                 | 17.4 (63.3)     | 16.9 (62.4)     | 15.2 (59.4)     | 11.7 (53.1)     | 8.7 (47.7)      | 6.0 (42.8)      | 5.2 (41.4)      | 6.3 (43.3)      | 7.9 (46.2)      | 10.7 (51.3)     | 13.4 (56.1)     | 15.8 (60.4)     | 11.3 (52.3)     |
| 역대 최저 기온 °C (°F)                                                   | 5.4 (41.7)      | 4.1 (39.4)      | 1.8 (35.2)      | −0.2 (31.6)     | −3.4 (25.9)     | −5.7 (21.7)     | −5.7 (21.7)     | −3.8 (25.2)     | −2.7 (27.1)     | −1.2 (29.8)     | 1.0 (33.8)      | 1.3 (34.3)      | −5.7 (21.7)     |
| 평균 강수량 mm (인치)                                                    | 111.0 (4.37)    | 112.8 (4.44)    | 106.5 (4.19)    | 98.2 (3.87)     | 78.0 (3.07)     | 58.6 (2.31)     | 78.7 (3.10)     | 67.5 (2.66)     | 71.4 (2.81)     | 101.0 (3.98)    | 95.3 (3.75)     | 93.7 (3.69)     | 1,072.7 (42.23) |
| 평균 강수일수 (≥ 0.1 mm)                                                 | 8.1             | 7.1             | 7.2             | 7.4             | 6.3             | 6.1             | 6.5             | 6.3             | 6.9             | 8.5             | 7.9             | 7.2             | 85.4            |
| 평균 강설일수                                                            | 0.0             | 0.0             | 0.0             | 0.0             | 0.0             | 0.1             | 0.1             | 0.0             | 0.0             | 0.0             | 0.0             | 0.0             | 0.1             |
| 평균 상대 습도 (%)                                                       | 72.2            | 75.7            | 79.1            | 82.2            | 85.1            | 84.4            | 83.7            | 81.4            | 79.0            | 78.6            | 74.3            | 70.8            | 78.9            |
| 평균 월간 일조시간                                                       | 300.7           | 245.8           | 229.4           | 186.0           | 170.5           | 141.0           | 155.0           | 176.7           | 186.0           | 220.1           | 264.0           | 300.7           | 2,575.9         |
| 평균 일일 일조시간                                                       | 9.7             | 8.7             | 7.4             | 6.2             | 5.5             | 4.7             | 5.0             | 5.7             | 6.2             | 7.1             | 8.8             | 9.7             | 7.1             |
| 가능 일조율                                                              | 57              | 62              | 55              | 55              | 48              | 41              | 41              | 48              | 48              | 52              | 54              | 52              | 51              |
| 출처 1: 아르헨티나 국립기상청 (평년값: 1991년~2020년, 극값: 1961년~현재) |                 |                 |                 |                 |                 |                 |                 |                 |                 |                 |                 |                 |                 |
| 출처 2: 미국 해양대기청 (일조율: 1961년~1990년)                          |                 |                 |                 |                 |                 |                 |                 |                 |                 |                 |                 |                 |                 |

## 자매 도시
- 알바니아 카메즈
- 이스라엘 베에르셰바
- 대한민국 전라북도 익산시
- 영국 리버풀
- 브라질 포르투알레그리

### 라플라타 웹가이드
- (스페인어) Calle 52
- (스페인어) LaGuiaX